# Palais des Marquis de La Algaba
Le palais des Marquis de La Algaba est un bâtiment historique de la ville de Séville, en Andalousie, Espagne. Il est de style mudéjar et est considéré comme l'un des meilleurs exemples de l'art mudéjar civil de la ville de Séville. Depuis le 11 janvier 2013, il héberge le Centre d'Art Mudéjar de Séville.

## Histoire
Il a été bâti en 1474 par Juan de Guzmán et Torres, Seigneur de La Algaba. En 1565 Philippe II, roi d'Espagne, a converti cette seigneurie en marquisat. Bien que le bâtiment original soit du XVe siècle, une grande partie de l'oeuvre actuelle date du XVIe siècle . Tout au long de son histoire il a compté de nombreux propriétaires. Au XIXe siècle, le bâtiment est entré dans une période de déclin et a été destiné à différents usages, entre 1844 et 1861 sa partie basse a été le théâtre Hercule (ou théâtre de la Feria) avec une capacité de 300 spectateurs, plus  tard il a été converti en maisons et cinéma d'été.
La Mairie de Séville l'a achetée (ainsi que le casa de las Sirenas) en 1989. Il a été réhabilité intégralement entre 1998 et 2002 par la Gérance d'Urbanisme de la Mairie de Séville, grâce au Plan Urbain de Fonds Européens. Il héberge depuis le siège la Délégation de Participation Citoyenne et le Centre du Mudéjar.

## Description
La porte principale est de grand intérêt et il possède deux corps: l'inférieur bâti en pierre, et le supérieur décoré avec des azulejos polychromes. L'intérieur s'organise autour d'un patio central disposé sur arcades. On peut également voir le grandiose escalier principal, reconstruit minutieusement,.

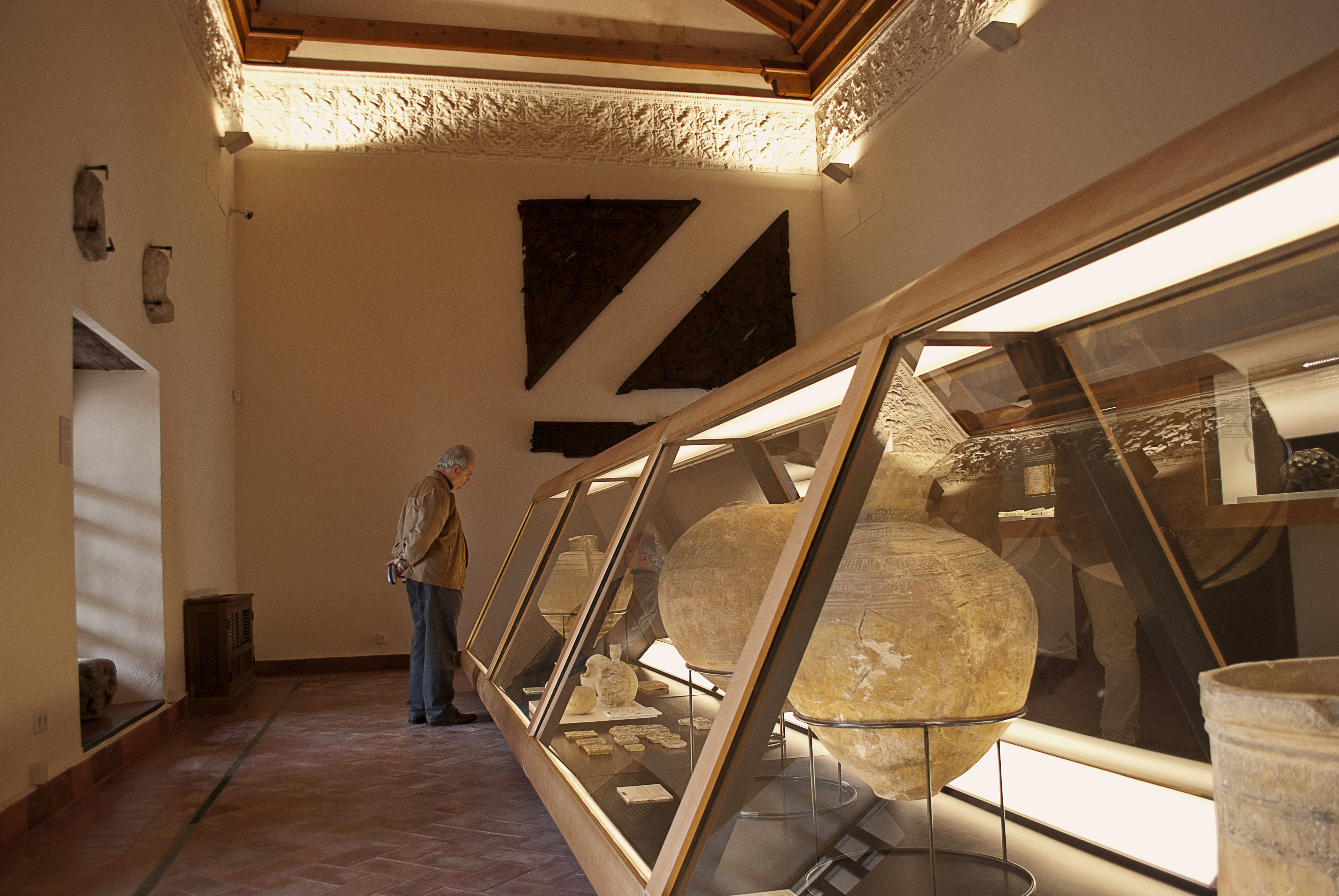
Vue d'une des salles du Centre du Mudéjar installé dans le palais.

## Centre d'Art Mudéjar
Le 11 janvier 2013, le maire de Séville a inauguré le Centre du Mudéjar dans le palais. Actuellement, il expose un ensemble de 111 pièces liées à ce style artistique,,,,,,.